# Outlaws MC
Outlaws MC — международный мотоклуб, созданный в Чикаго в 1935 году. Также известен как «American Outlaws Association» (A.O.A.).

## История
Мотоклуб Outlaws MC был создан в 1935 году в Баре Матильда на старом американском шоссе Route 66 в Маккуке (штат Иллинойс), юго-западном пригороде Чикаго. Клубы были вместе во время Второй мировой войны, но, как и большинство организаций, в то время, их деятельность была ограничена. В мае 1946 года Outlaws приняли участие в первом крупном послевоенном мотособытии на Среднем Западе, которое было проведено в Soldier Field, Чикаго.
К 1950 году Outlaws быстро расширились, и большинство их членов пришли из Чикагского Клуба. Восстановившись в Чикаго, они изменили свой логотип: Небольшой череп заменил крылатый мотоцикл, а также был применен Старый Английский шрифт. Эти «цвета» были вышиты на чёрной рубашке и на кожаных куртках (на куртках обычно разрисовывали от руки). В 1954 году к черепу были добавлены Скрещенные Поршни. Этот дизайн был вышит на черных рубашках западного стиля с белым кантом. Фильм «The Wild One» с Марлоном Брандо уже использовал этот дизайн. Череп и скрещенные Поршни были изменены в 1959 году — они стали крупнее и детальнее. A.O.A. — логотип-акроним был принят в качестве ответа на A.M.A. логотип-акроним.
В 1960 году Американская Мотоциклетная Ассоциация, контролирующая все официальные гонки в США, запретили слово «Outlaws» на всей гоночной одежде. Поэтому все гонщики — члены клуба до 1963 года носили знак OMC (Outlaw Motorcycle Club) на своей одежде. В 1963 году Outlaws стал членом "Однопроцентного" (название по нашивке «1%») Братства мотоклубов, что сделало его первым и крупнейшим "Однопроцентным" клубом к востоку от реки Миссисипи, и вторым по величине в Соединенных Штатах после калифорнийских Hells Angels. 4 июля 1964 года, Cult MC из Нью-Йорка были поглощены Outlaws. Во время Спрингфилдского мотокросса в августе того же года, они присоединили Gypsy Raiders из Луисвилля, штат Кентукки. Затем был основан чаптер в Милуоки, и в Чикаго был основан «Outlaw Nation» — как главная штаб-квартира. С 1 января 1965 года была основана американская ассоциация Outlaws (А.О.А). Эмблема клуба, череп и скрещенные поршни, стала называться «Чарли». В июле 1967 года Президент национальной Outlaws и ряд других членов поехали на юг от Чикаго и санкционировали первый чаптер клуба во Флориде. Слова «Бог прощает, Outlaws — нет» («GFOD») стали девизом клуба в 1969 году.
Первый чаптер клуба в штате Айова был основан в 1978 году, когда Diablo Knights MC был присоединён к Outlaws. Члены не присоединившиеся к штаб-квартире в Чикаго стали Национальными Президентами клуба на первое время в 1984 году, а в 1989 году аббревиатура «MC» (Motorcycle Club) была добавлена и в цвета. Первый Европейский чаптер Outlaws был создан во Франции в 1993 году, а в следующем году был основан чаптер в Австралии. MC 44 из Франции также стал чаптером. В 1995 году клубный чаптер в Чикаго был разделен на три группы: штаб-квартира (Southside — Юг), штаб-квартира (Westside-Запад) и штаб-квартира (Northside-Север). Второй Европейский чаптер был открыт в Норвегии. В 1999 году бельгийский Outlaws MC, который уже существовал независимо друг от друга в течение 25 лет стал членом А.О.А.
2000-е годы увидели Outlaws быстро расширяющимися в Европе. Английский и валлийский Outlaws MC, до тех пор независимые, присоединились к А.О.А в 2000 году. Ghost Riders MC в Германии присоединилась к А.О.А и были открыты чаптеры в Швеции и Таиланде в 2001 году. В 2002 году в Германии был основан Первый клуб поддержки Outlaws — Black Pistons MC.
Теперь чаптеры BPMC есть в США, Канаде, Бельгии, Великобритании, Польше, Исландии и Норвегии. Польша и Италия также открыли свои первые чаптеры Outlaws. К 2003 году Outlaws были представлены в 19 штатах США. В 2005 году клуб отметил своё 70-летие в MC и 40-летие А.О.А. Японский чаптер был открыт в 2006 году, а в 2007 году клуб открыл свой чаптер на Филиппинах. Black Pistons также открыли свой первый чаптер в Австралии. Сербский чаптер был открыт в мае 2010 года.

## В России
В конце 2004 года Outlaws открыли свой первый чаптер в России. Актуальный список чаптеров в России можно узнать на  официальном сайте российского представительства.

## Большая четвёрка
Outlaws MC входит в так называемую «Большую четвёрку» крупнейших MC, имеющих филиалы не только в США, но и во многих странах мира:
- Hells Angels MC
- Outlaws MC
- Pagans MC
- Bandidos MC